# Brucknerallee 183 (Mönchengladbach)

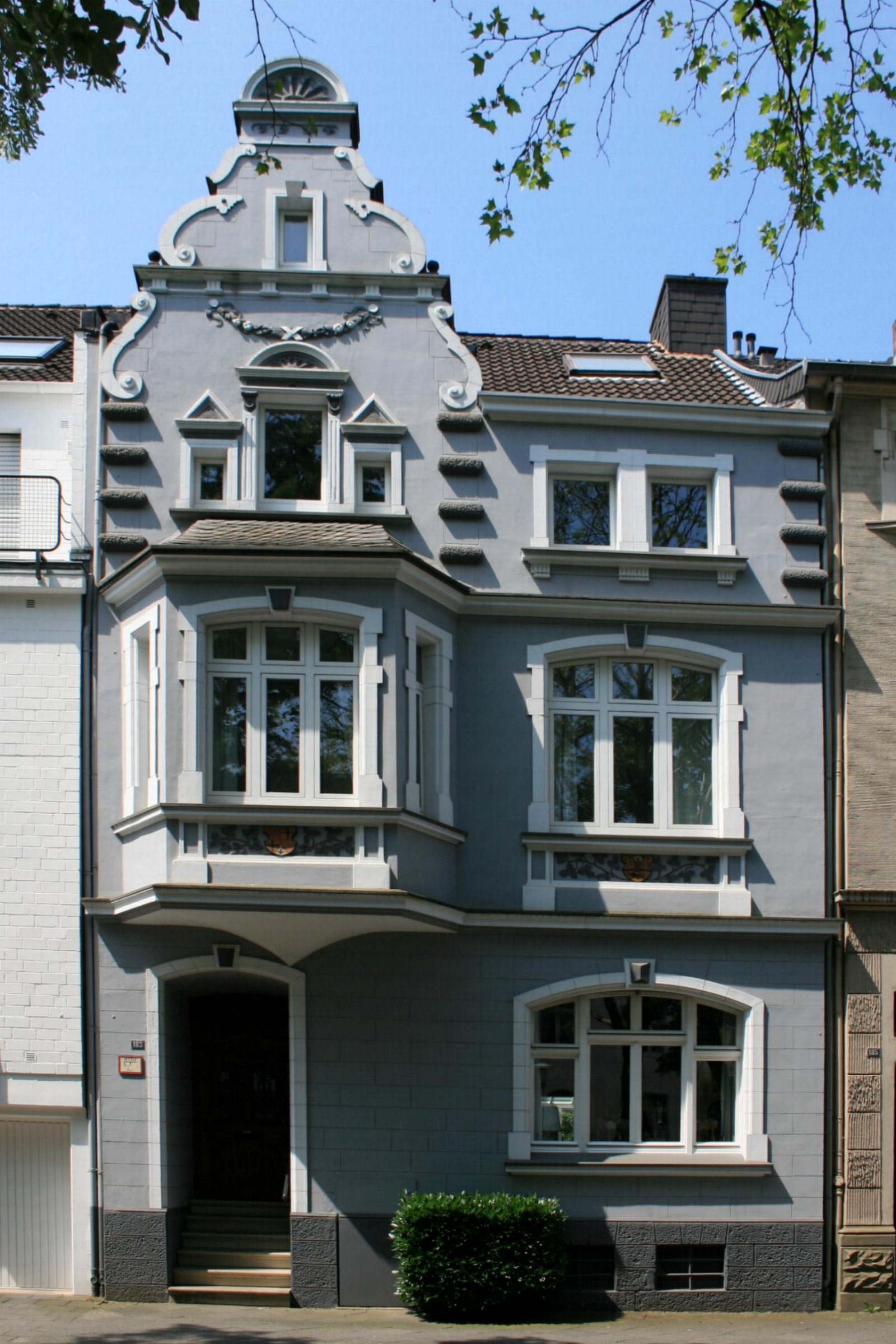
Wohnhaus (2010)

Das Wohnhaus Brucknerallee 183 steht im Stadtteil Grenzlandstadion in Mönchengladbach (Nordrhein-Westfalen).
Das Haus wurde 1904 erbaut. Es ist unter Nr. B 009 am 4. Dezember 1984 in die Denkmalliste der Stadt Mönchengladbach eingetragen worden.

## Architektur
Es handelt sich um ein zweigeschossiges Wohngebäude mit Mezzaningeschoss und Satteldach. Baujahr Anfang des 20. Jahrhunderts. Die Fassade hat als typisches Merkmal einen linksseitigen Ziergiebel, wie auch die überwiegend erhaltene historische Umgebung von Historismusgebäuden. Unter dem Ziergiebel im ersten Obergeschoss: linksseitig eine Erkerstellung, darunter der Hauseingang.